# Lacus Autumni

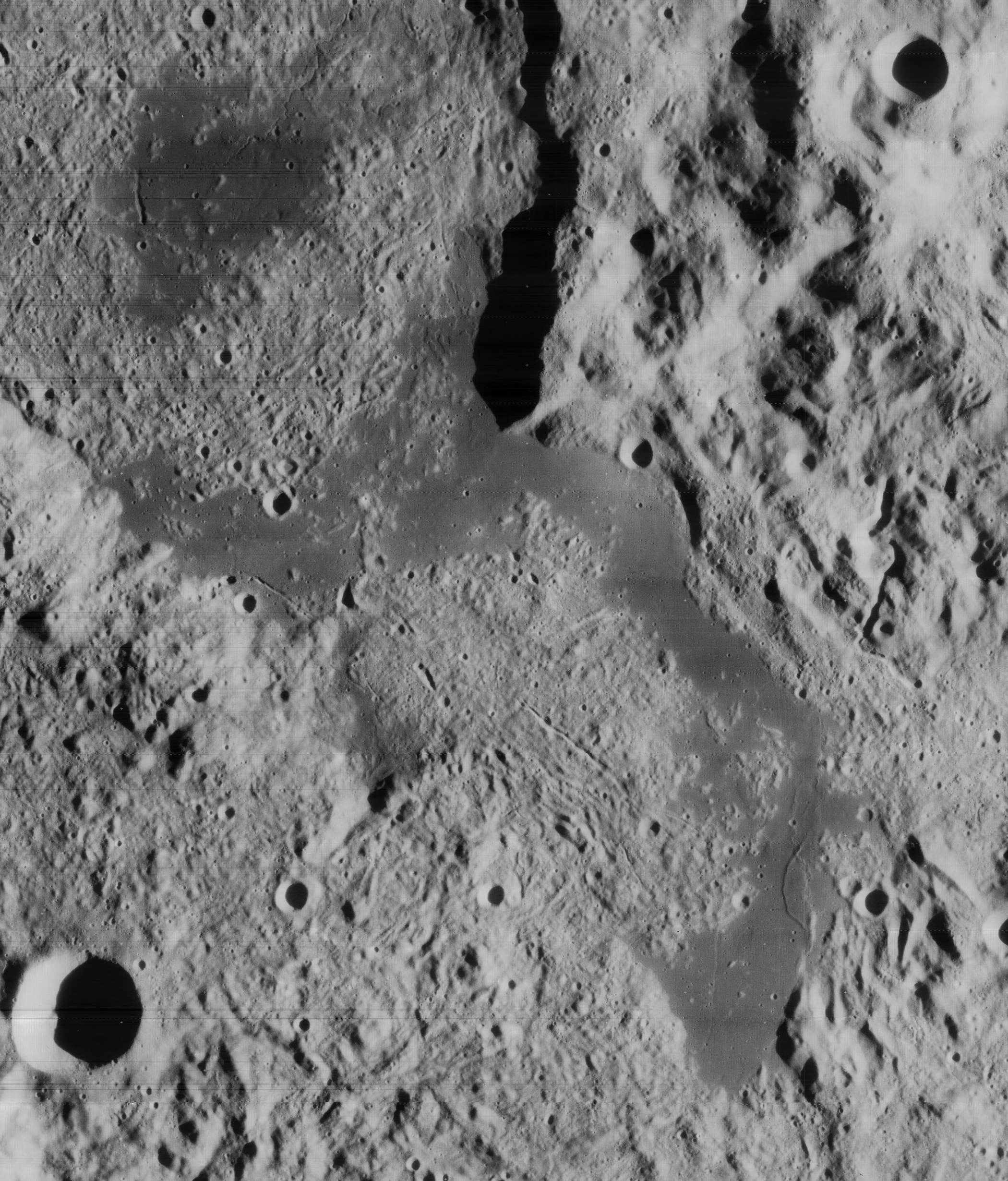
Imagen Lunar Orbiter 4

El Lacus Autumni (en latín, "Lago del Otoño") es una región de mar lunar situada cerca del limbo occidental de la Luna. En esta zona de la superficie lunar se halla una enorme cuenca de impacto centrada en el Mare Orientale. Dos cordilleras concéntricas en forma de anillo rodean este mar, los Montes Rook y un anillo exterior  denominado Montes Cordillera. 
El Lacus Autumni yace en el cuadrante nororiental del área situada entre estos dos anillos montañosos. Esta sección de la superficie lunar es difícil de observar directamente desde la Tierra.
Las coordenadas selenográficas del centro del lago son 9.9° Sur, 83.9° Oeste. Tiene una longitud de aproximadamente 195 kilómetros. Con rumbo sureste-noroeste, presenta un ancho máximo de entre 90 y 100 kilómetros. El aspecto irregular de su superficie es producto del basalto que ocupa las zonas bajas situadas entre colinas escarpadas.

## Denominación
Su nombre fue aprobado por la UAI en 1970.